# Orquestra Filarmônica de Helsinki

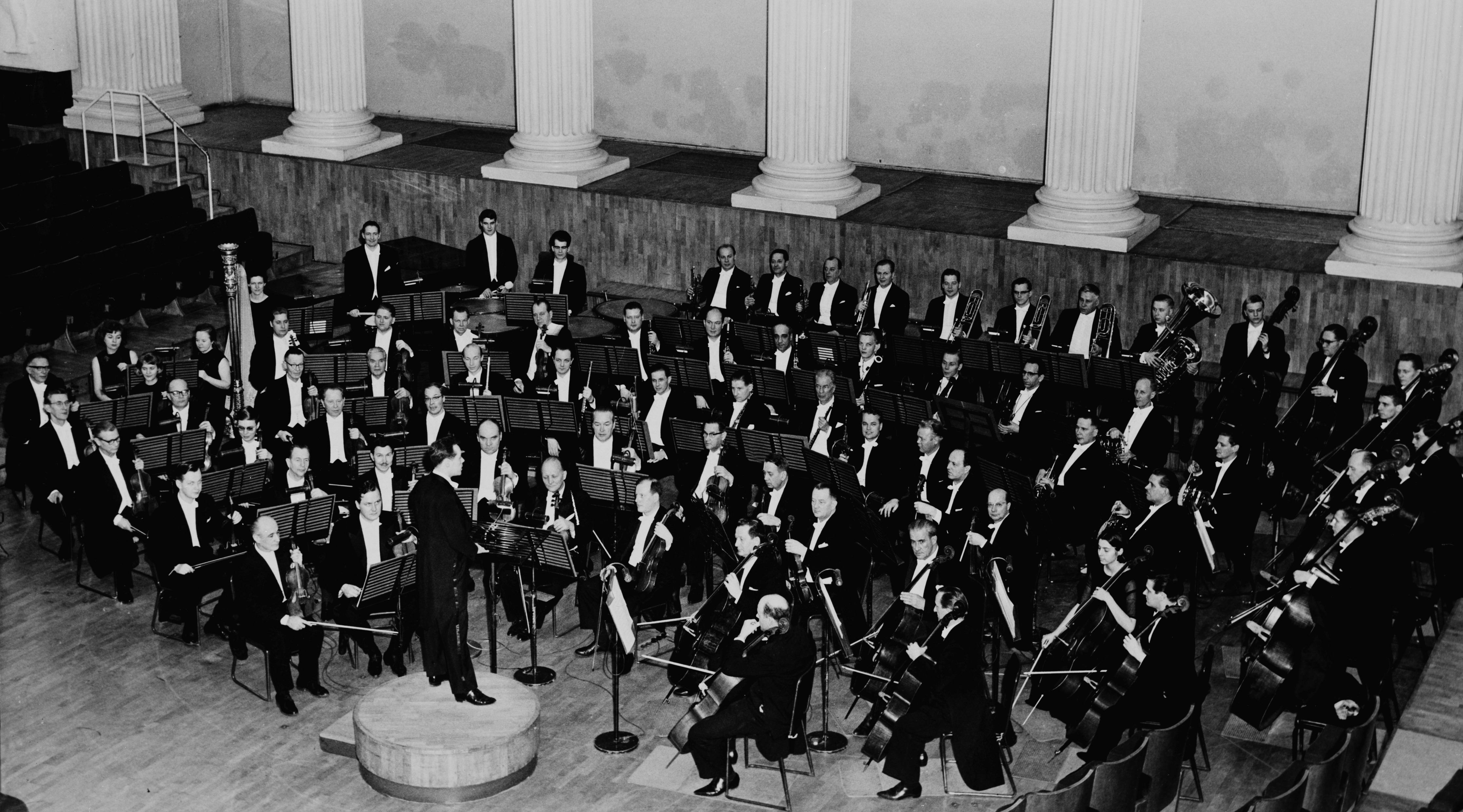
Photograph of the Helsinki Philharmonic Orchestra with the conductor Jorma Panula in the main hall of Helsinki University.

A Orquestra Filarmônica de Helsinki (em finlandês: Helsingin kaupunginorkesteri, em sueco: Helsingfors stadsorkester) é uma orquestra sediada na cidade de Helsinki, capital da Finlândia.
A filarmônica foi fundada em 1882 pelo compositor e maestro finlandês Robert Kajanus com o apoio de dois ricos homens de negócio. Surgiu com o nome de Sociedade Orquestral de Helsinki, sendo a primeira orquestra permanente dos países nórdicos. Em 1914, fundiu-se com a sua maior rival, a Orquestra Sinfônica de Helsinki e adquiriu seu atual nome. Até 1962, foi também a orquestra da Ópera Nacional Finlandesa.

## Regentes titulares
- Leif Segerstam (1996-presente)
- Sergiu Comissiona (1990-1994)
- Okko Kamu (1981-1989)
- Ulf Söderblom (1978-1979)
- Paavo Berglund (1975-1979)
- Jorma Panula (1965-1972)
- Tauno Hannikainen (1951-1963)
- Martti Similä (1945-1951)
- Armas Järnefelt (1942-1943)
- Georg Schnéevoigt (1932-1940)
- Robert Kajanus (1882-1932)